# Rataje (Vranje)
Rataje es un pueblo ubicado en el territorio de Vranje, en el distrito de Pčinja, Serbia.

## Superficie
Posee una superficie de 5,075 kilómetros cuadrados.

## Demografía
Hasta 2011 la población era de 554 habitantes, con una densidad de población de 109,2 habitantes por kilómetro cuadrado.